# Stenelmis lariversi
Stenelmis lariversi là một loài bọ cánh cứng trong họ Elmidae. Loài này được Schmude miêu tả khoa học năm 1999.